# 托尔贡农村居民点
托尔贡农村居民点（俄语：Торгунское сельское поселение）是俄罗斯联邦伏尔加格勒州旧波尔塔夫卡区所属的一个农村居民点。其下辖有3个居民点，行政中心为托尔贡。据2016年统计，该农村居民点的人口为735人。